# Stara Șarpivka, Putîvl
Stara Șarpivka (în ucraineană Стара Шарпівка) este un sat în comuna Iațîne din raionul Putîvl, regiunea Sumî, Ucraina.

## Demografie
Componența lingvistică a localității Stara Șarpivka
     Ucraineană (89,31%)
     Rusă (9,16%)
     Belarusă (1,53%)
Conform recensământului din 2001, majoritatea populației localității Stara Șarpivka era vorbitoare de ucraineană (89,31%), existând în minoritate și vorbitori de rusă (9,16%) și belarusă (1,53%).